# GMC CCKW
GMC CCKWは、第二次世界大戦期にアメリカ合衆国で開発された、積載量2.5tクラスの6輪駆動構造を持つ軍用トラックである。開発、製造はGMC社によって行われた。本車は第二次世界大戦と朝鮮戦争に実戦投入され、しばしば「デュース・アンド・ア・ハーフ（2トン半）」また、「ジミー」などと呼ばれた。

## 概要
1940年にアメリカ陸軍は、12フィート(3,658 mm)の荷台を持ち、2.5トン級(2,268 kg)のオフロード積載量を持つ6x6トラックの開発要件を発行した。この要求に、スチュードベーカー社とGMC社がよく似たモデルで応じた。2社のモデルは多くの部品を共用していた。一方、インターナショナルハーベスター社は独自デザインのモデルを提出した。1941年に、3社すべてのトラックの生産が認められた。
これらのトラックは、スチュードベーカー製は友好国へのレンドリース向けに、GMC製GMC CCKWはアメリカ陸軍に、インターナショナルハーベスター製はアメリカ海軍とアメリカ海兵隊に、それぞれ振り分けられた。これら3車種の2.5トントラック全体で、（6x4輪駆動型、6x6輪駆動型合わせて）総計900,000台以上が生産された。 
GMC CCKWには、164インチ（4.24m）のロングホイールベース（LWB）のGMC CCKW 353、および145インチ（3.68m）のショートホイールベース（SWB）のGMC CCKW 352の2種類の車台を基本とする、多種の派生型が存在する。キャブ（運転席）は、初期の生産型では密閉式で金属製のルーフとドアを有するハードトップ型、1942年頃からは固定式のハーフドアとキャンバス製の天蓋およびドア上部を有するソフトトップ型となり、ハードトップ型にはM37リングマウント、ソフトトップ型にはM36リングマウントを取り付け、M2重機関銃を装備可能であった。また、駆動装置を製造したメーカーによって、シボレー製のバンジョータイプ・デフ、ティムキン製のスプリットタイプ・デフの2種類があり、更にそれぞれの型で、フロントバンパーの内側に巻き上げ能力4.5トンのウィンチを装備した車両と、そうでない車両が混在している。CCKWの積載量2.5トンという数値は、あくまでもオフロードの劣悪環境下での余裕を持った数値で、舗装道路では約4トンの積載能力を持っており、また最高時速は72kmと、当時の軍用トラックとしては優れた性能を持っていた。
CCKWの名称は、GMC社内で用いられた体系的な命名型式による。最初の「C」は1941年に設計された車輌を示し、次の「C」は従来型の運転席であることを意味した。「K」は前輪の駆動を表し、また、「W」はタンデム式の後方車軸の駆動を示した（つまり、KWで全輪駆動となる）。CCKW 353とほぼ同じ外観で、後輪4輪のみを駆動するタイプも生産され、GMC CCW 353と呼称された。。GMCでは、第二次世界大戦の直前から大戦末にかけ、水陸両用型のDUKWを含むGMC CCKWシリーズ2.5トントラックを計562,750両生産した。第二次世界大戦時にアメリカで生産された軍用車両の生産数としては、ジープとして知られるウィリスMBの約36万台、フォードGPWの約27万台を合わせた数に次ぐ、膨大な生産数となった。
GMC CCKWは第二次世界大戦および朝鮮戦争で使用された後、アメリカ軍では後継車種のM35 2.5tトラックに更新されていったが、余剰車両は世界中に輸出され、ほとんどのヨーロッパの西側友好国、およびソ連、アジア・中東圏では中華民国、韓国、タイ、フィリピン、イスラエル等様々な国の地上部隊で活躍した。日本の自衛隊にも供与され、1970年代まで配備されていた。

## 戦歴

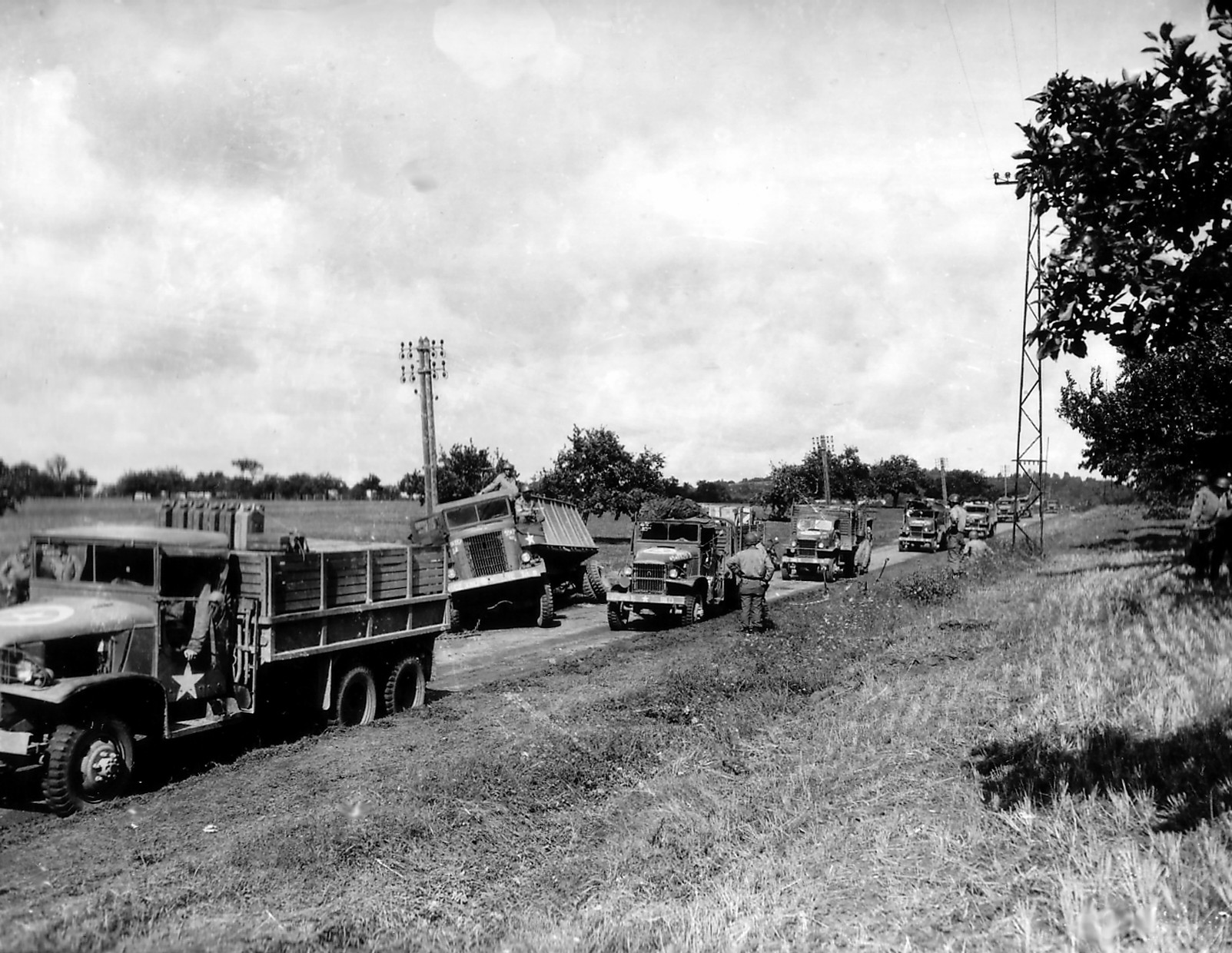
レッドボール急行の輸送車列におけるCCKW、1944年

第二次世界大戦時にアメリカ軍は、GMC CCKWをはじめとする2.5tトラックを総計で81万両以上生産し、大戦後期には、レッドボール急行（Red Ball Express）において膨大な数の車輌が使用された。これは連合軍により構築された、巨大な輸送車列システムである。連合軍への補給のため、1944年8月25日からアントワープの港湾施設が開港された11月16日まで、ノルマンディー上陸作戦が行われた海岸からの包囲突破に続いてヨーロッパを通り抜けた。レッドボール急行の最盛時には5,958輌の車輌が運用され、1日あたり約12,500tの補給品が輸送された。

## 形式・派生型

### カーゴトラック型

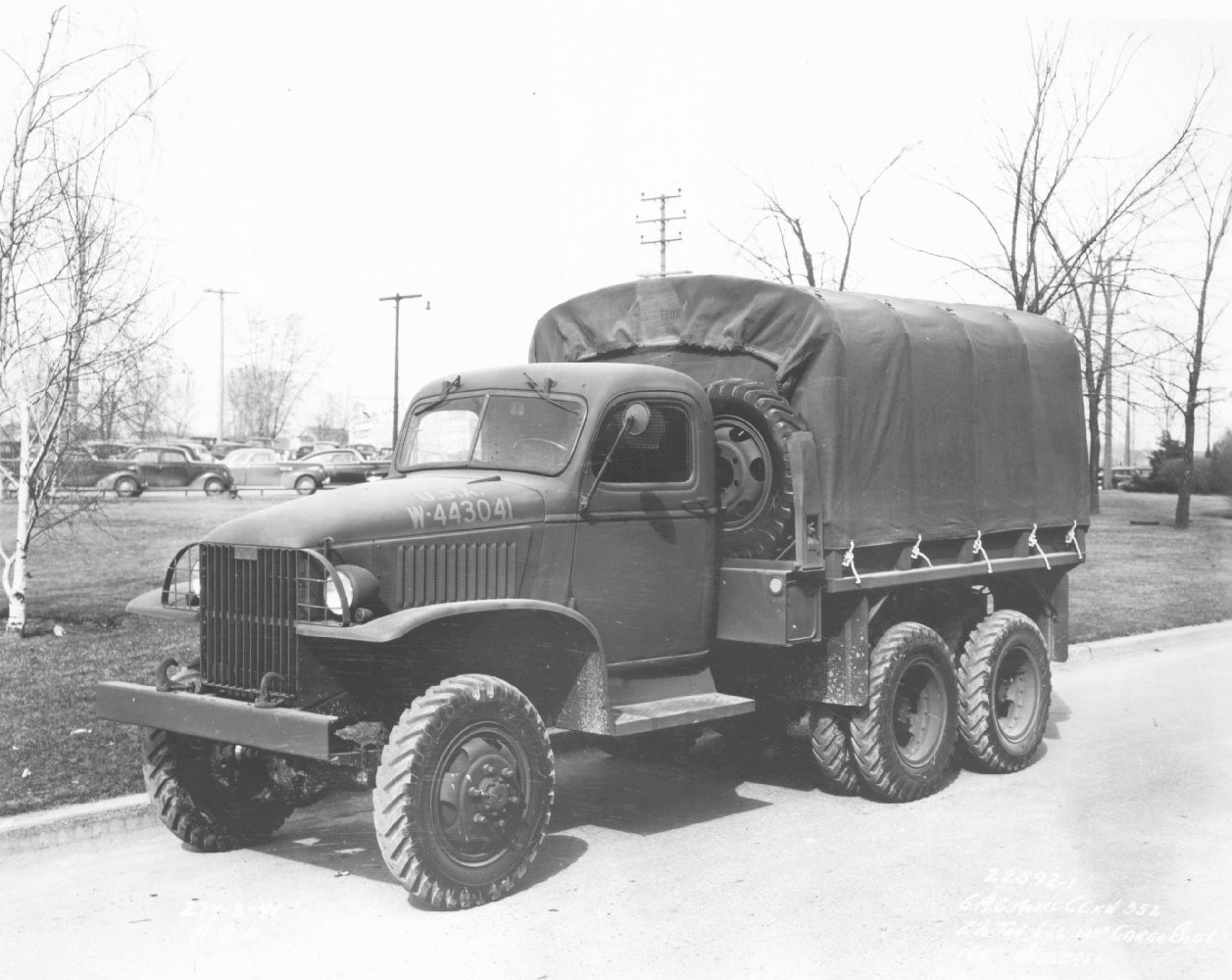
ショートホイールベースのGMC CCKW 352 カーゴトラック

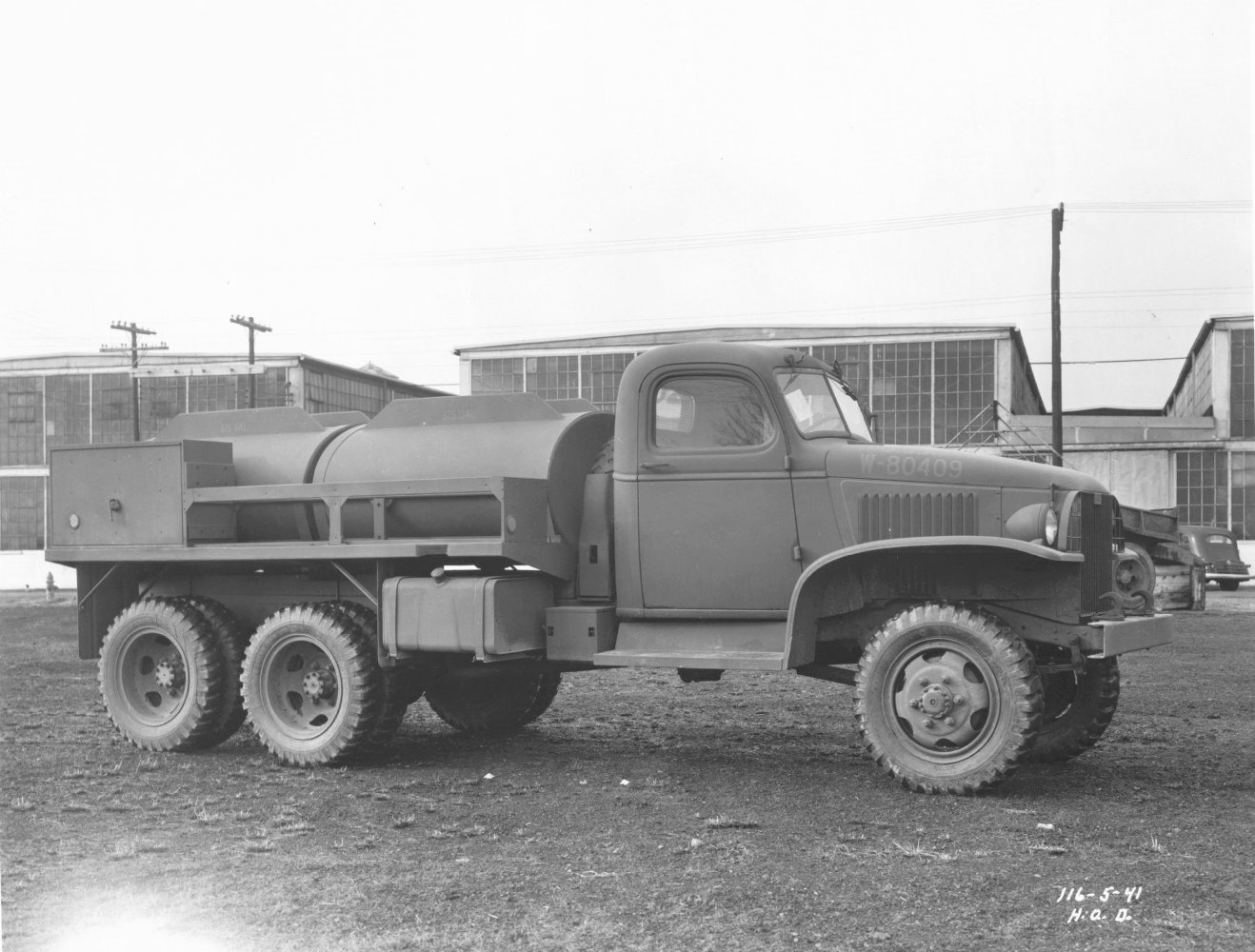
GMC CCKW 353 750ガロン・燃料タンカー

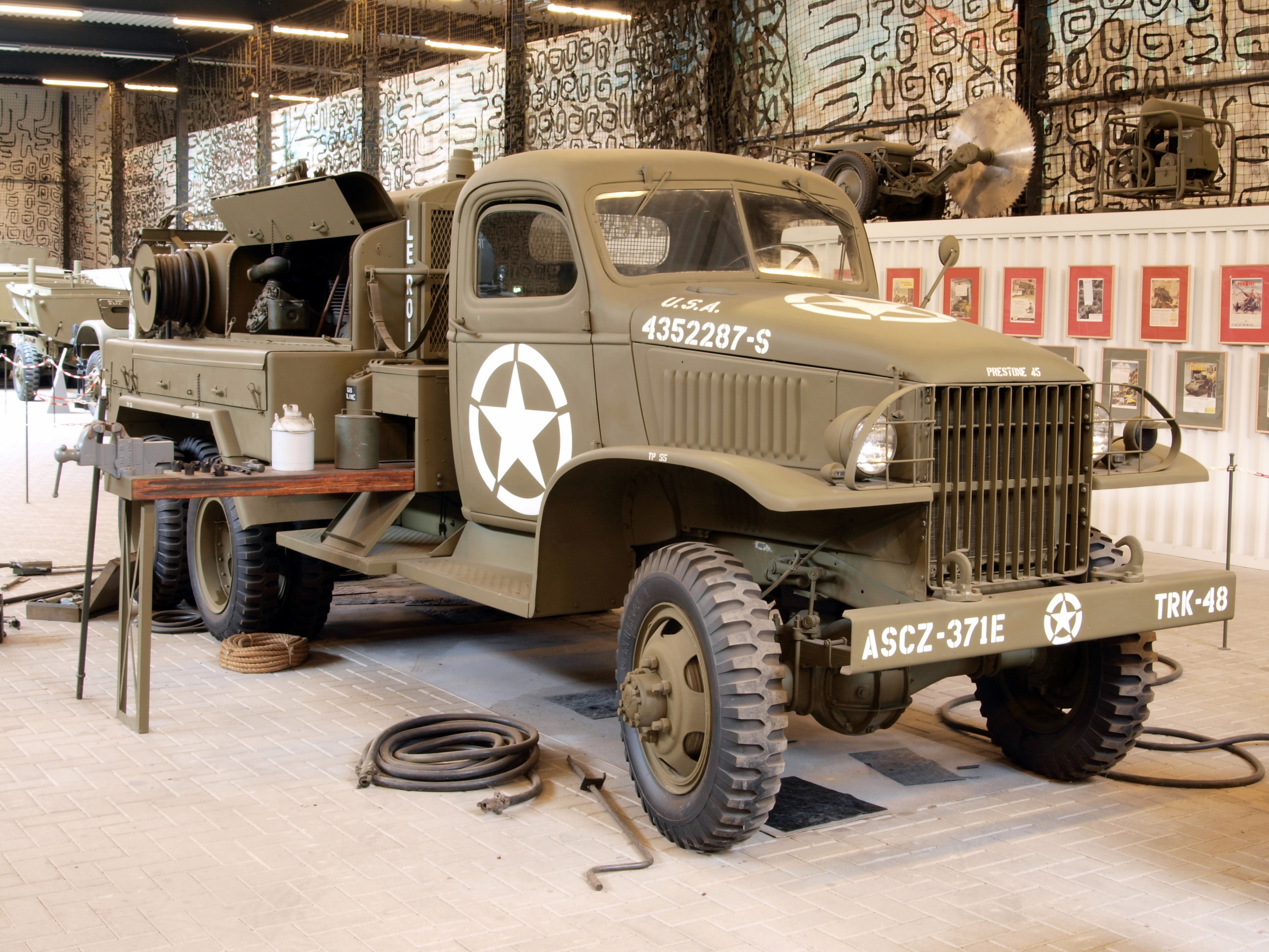
GMC CCKW 353 エア・コンプレッサー搭載型

GMC CCKW 352 カーゴトラック、6x6輪駆動、ショートホイールベース
GMC CCKW 353 カーゴトラック、6x6輪駆動、ロングホイールベース
GMC CCW 353 カーゴトラック、6x4輪駆動、ロングホイールベース
もっとも多く生産された、基本形のカーゴトラック（貨物輸送型）である。これらの車種は、初期には鋼鉄製の荷台を備えていたが、生産途中で鉄の節約の為、木製の荷台に変更された。しかし、全て木製だと問題があるということで、フレームと側面板を鋼鉄製、床面のみ木製とした複合型（コンポジット型）の荷台が開発された。しかし、これも問題ありとされて結局、再度鋼鉄製の荷台に戻された。

### 派生型
水タンク輸送車 700ガロン
燃料タンク輸送車 750ガロン
ダンプトラック
フラットベッドトラック
牽引用トラクタートラック
長尺資材運搬用ブロスタートラック
回収用レッカートラック
兵装整備トラック、バン
K-53トラック、バン
K-60トラック、バン
M27爆弾供給トラック
M27B1爆弾供給トラック
M1化学供給トラック
歯科手術トラック、バン
外科手術トラック、バン
浄水トラック
消防自動車
DUKW
CCKWと共通の機関部及び駆動系を持つ水陸両用トラック。

## 陸上自衛隊での使用
1950年に陸上自衛隊の前身である警察予備隊が設置された際にアメリカ軍より供与されたものがGMC 2.5tトラック(2トン半トラック)の呼称で使用され、陸上自衛隊に改組後も引き続き1978年まで使用された。

## その他
- 沖縄戦により公共交通機関が壊滅した沖縄では、沖縄民政府の依頼により軍払い下げのトラックを乗り合いバスとして使用していた。荷台に乗降用のハシゴを設置し、幌をかけていたという。1947年に運行を開始し3年ほど使用されたが、その後屋慶名-平安座島（いずれも現在のうるま市）の海上をバスとして運行していた。この区間の海が浅瀬であったためで、1972年に海中道路が整備するまで使用されたという。

ることで
- 田宮模型から発売されている、『35218 アメリカ 2 1/2トン 6×6 カーゴトラック』という名称で発売されている1/35スケールのプラモデルは、パテントの関係で明示されていないが、GMC CCKW 353 カーゴトラックを再現した模型である。より具体的には、GMC CCKW 353 カーゴトラック、ロングホイールベース、ティムキン製のスプリットタイプ・デフ型、キャブはソフトトップ型、木製の荷台、ウィンチ有無は選択式、という仕様が再現されている。また、別売りで、M36機関銃リングマウントやキャンバス製キャブ側面ドア装着状態を再現可能な、GMC CCKW専用の追加部品セットも発売されている。

## 登場作品

### 映画
初期の東宝特撮作品には、自衛隊の協力もあり実車が頻繁に登場している。
『大怪獣バラン』
自衛隊車両が、バランが潜む湖の近くにある村まで部隊や弾薬を輸送する。
『地球防衛軍』
防衛隊の車両として登場。モゲラ迎撃のために普通科部隊を輸送する。
『フルメタル・ジャケット』
アメリカ海兵隊の車両として登場。車列を組んで前線まで移動する。

### ゲーム
『コール オブ デューティシリーズ』
『CoD』
アメリカ軍のトラックとして352が登場する。
『CoD2:BRO』
『CoD3』
米軍のトラックとして352が登場する。
『CoD:WaW』
米軍のトラックとして352が登場する。
『CoD:BO』
米軍のトラックとして幌有りと幌無し、燃料タンク車が登場する。
『War Thunder』
フランス陸軍ツリーの対空自走砲としてボフォース 40mm機関砲を搭載したタイプが「CCKW353　AA」の名称で登場 中国軍ツリーの対空自走砲としてM45 四連装機関銃架を搭載したタイプが登場